# Вакатава, Терио
Терио Вакатава (англ. Terio Vakatawa) — фиджийский футболист, участник первого розыгрыша Кубка наций ОФК.
Вакатава принял участие во всех четырёх встречах группового этапа и отметился забитым голом в матче первого тура против Новой Зеландии (1:5). На равне с Джосатеки Куривиту стал одним из двух игроков своей сборной, отметившихся голами на турнире. По итогам группового этапа сборная Фиджи не смогла набрать ни одного очка и заняла последнее пятое место.